# Манфреди, Гаэтано
Гаэтано Манфреди (итал. Gaetano Manfredi; род. 4 января 1964, Оттавьяно) — итальянский инженер, университетский преподаватель и политик, министр университетов и научных исследований (2020—2021). Мэр Неаполя (с 2021).

## Биография

### Университетская карьера
В 1988 году с отличием окончил инженерный факультет Неаполитанского университета и начал в нём преподавать. Получил докторскую степень в строительном инжиниринге, с 1995 по 1998 год занимался исследованиями в области строительных технологий, с 1998 по 2000 год являлся профессором по строительным технологиям, с 2000 года — ординарный профессор строительных технологий.
В 2014 году стал ректором Неаполитанского университета, в 2015 году избран президентом Конференции ректоров итальянских университетов, в 2018 году переизбран.
В период председательства Манфреди в КРИУ (CRUI) с 2015 по 2018 год правительства Демократической партии увеличили финансирование системы высшего образования с 6,923 миллиардов евро до 7,350 миллиардов, но затем Манфреди критиковал деятельность нового министра от Лиги Севера Марко Буссетти за изменение этой политики, а 19 декабря 2019 года подверг резкой критике новый бюджет за отсутствие инвестиций в университеты.

### Политическая карьера
10 января 2020 года Манфреди принёс присягу и вступил в должность министра университетов и научных исследований во втором правительстве Конте.
13 февраля 2021 года приведено к присяге правительство Драги, в котором Манфреди не получил никакого назначения, а его министерский портфель достался Марии Кристине Месса.
Выставил свою кандидатуру на муниципальных выборах в Неаполе 3-4 октября 2021 года, заручившись поддержкой нескольких политических сил, включая Демократическую партию и Движение пяти звёзд. В предвыборном выступлении, организованном Итальянской социалистической партией на площади Карла III, заявил, что город обнищал, поскольку не способен эффективно использовать бюджетные средства и привлекать частные инвестиции.
По итогам выборов 3-4 октября 2021 года Манфреди, которого помимо ДП и Д5З поддержали ещё 11 левоцентристских политических сил (включая местные отделения Италии Вива, Зелёной Европы, Демократического центра и другие), одержал сенсационную победу уже в первом туре с результатом 62,9 %, а его блок получил 28 мест в коммунальном совете. Правоцентриста Кателло Марески поддержали 21,9 % избирателей (7 мест), а бывшего губернатора центриста Антонио Бассолино — 8,2 % (одно место).
18 октября 2021 года официально вступил в должность мэра Неаполя.

## Семья
Гаэтано Манфреди женат на бывшей однокласснице по лицею, враче Четтине Дель Пиано (Cettina Del Piano), у них есть дочь Звева (в мае 2021 года ей было 20 лет). Брат — Массимилиано — состоял в Палате депутатов Италии с 2013 по 2018 год.

## Книги
- Gaetano Manfredi, Angelo Masi, Rui Pinho. Valutazione degli edifici esistenti in cemento armato. — Pavia: Iuss Press, 2007. — ISBN 978-88-6198-013-6.
- Edoardo Cosenza, Gaetano Manfredi, Marisa Pecce. Strutture in cemento armato. Basi della progettazione. — Milano: Hoepli, 2008. — ISBN 978-88-203-3929-6.
- Stefano D'Alfonso, Aldo De Chiara, Gaetano Manfredi. Mafie e libere professioni. Come riconoscere e contrastare l'area grigia. — Roma: Donzelli, 2018. — ISBN 978-88-6843-779-4.